# 三星 (菓子製造)
株式会社三星（みつぼし 英: Mitsuboshi Co., Ltd.）は、北海道苫小牧市に本社のある製菓メーカー・企業。

## 概要
かつて苫小牧の勇払原野に自生していたハスカップを利用して開発した「よいとまけ」をはじめ、和菓子・洋菓子やパンを製造・販売している。

## 主な商品
- よいとまけ
- ハスカップランド
- ゆのみのんの
- 北恋菓（きたれんか）
- ハスカップの雫
- ハスカップみるく
- 北海道フロランタンタン
- グランシェフブレッド
- ハスカップスイートロール
- ハスカップジャム
- 笹すし

## 沿革
1898年（明治31年）、作家・小林多喜二の伯父にあたる小林慶義が長男の幸蔵とともに小樽で菓子屋を始めた。三星の屋号は、小樽の教会が「信仰・希望・愛」を表す3つの星として名づけた。その後、小樽の店を幸蔵に任せた慶義は、1912年（明治45年）に次男の俊二とともに「王子製紙苫小牧工場」が操業を始めてまだ間もない苫小牧において「小林三星堂」を開店した。同年に生まれた俊二の長男・正俊は幼少期から家業を手伝い、菓子（パン）づくりを追求していった。1953年（昭和28年）に販売を始めたハスカップを使ったロールカステラ「よいとまけ」は、苫小牧を代表する銘菓となった。1964年（昭和39年）に正俊は会社を株式会社化し、「三星」の礎を築いた。正俊は三星マークを「郷土に惚れ、仕事に惚れ、女房に惚れる」三惚れマークと表現していた。
2007年6月、二期連続で赤字を計上したことを受け創業者一族の小林正三が社長を退任。三星での勤務経験があり、代々の社長と親交のあった、大東開発社長の三浦実が社長に就任。生産管理の見直し、1つほどだった新商品を、すぐに店頭に並べ客の反応を見る形に変更し、年間10点ほどを発売。不振が目立つスーパー内のテナントを相次ぎ閉店し効率化した。スライサーを導入し、よいとまけを7等分にしたことや、全国放送の番組で紹介されたことにより人気が復活。赤字体質から脱却し、1億円の利益を生み出すまでに改善。15億円あった借入金も3分の1を返済し、2010年までに債務超過を解消した。
2010年（平成22年）から大東開発とともに地元の女子アイスホッケーチーム「三星ダイトーペリグリン」のスポンサーとなって支援していたが2015年（平成27年）に撤退し、チームは「道路建設ペリグリン」と改称した。

## 店舗
苫小牧市を中心とする道央・日胆に出店している。

### 閉店した店舗
- コープさっぽろ新道店 - 札幌市東区伏古11条3丁目1-45。2024年5月20日閉店[7]。
- 桜木店 - 苫小牧市桜木町3丁目18-16[8]。2025年1月31日閉店。
出店していたコープさっぽろ桜木店が2024年10月13日に閉店したため[9][10][11]。